# Bernard Dwork
Pour les articles homonymes, voir Dwork.
Bernard Morris Dwork est un mathématicien américain, né le 27 mai 1923 dans le Bronx à New York et mort le 9 mai 1998 à New Brunswick, dans le New Jersey. Il travaillé dans le domaine de la théorie des nombres et de la géométrie.

## Biographie
Bernard Morris Dwork fait ses études au City College of New York et l'Institut polytechnique de Brooklyn, où il obtient un diplôme en génie électrique. Il part ensuite pour l'université Columbia où il soutient un doctorat en mathématiques en 1954 sous la direction de Emil Artin et John Tate. Plus tard, il a comme élève Nick Katz.
Bernard Dwork est connu pour son application de l'analyse p-adique de fonctions zêta locales, et en particulier pour les premiers résultats généraux sur les conjectures de Weil. En collaboration avec Kenkichi Iwasawa il reçoit le prix Cole en 1962.
Tout d'abord, il est professeur assistant à Harvard de 1954 à 1959, puis de 1960 à 1964, il va à l'université Johns-Hopkins, où il devient professeur titulaire en 1961. En 1964, il prend un poste à l'université de Princeton, où il passe sa retraite jusqu'à sa mort en 1998.
Il se marie en 1948 et a trois enfants, deux filles, Cynthia et Deborah, et un fils Andrew. Sa fille Cynthia Dwork est informaticienne à Microsoft Research, lauréate du prix Dijkstra, et sa fille Deborah Dwork est historienne de l'Holocauste.
Dwork a également publié sous le pseudonyme de Maurizio Boyarsky, le nom de jeune fille de sa mère.

## Recherche
Bernard Morris Dwork est un pionnier de l'analyse p-adique. Grâce à son utilisation des méthodes p-adique pour l'étude des variétés algébriques, il peut résoudre l'une des conjectures de Weil. Pour ce travail, il reçoit en 1962 le prix Cole pour l'algèbre avec Kenkichi Iwasawa.

### Publications choisies
- Bernard Dwork, Lectures on p-adic differential equations, Springer, coll. « Grundlehren der mathematischen Wissenschaften » (no 253), 1982, viii + 312 p. (ISBN 978-1-4613-8195-2 et 978-1-4613-8193-8, DOI 10.1007/978-1-4613-8193-8)
- Bernard Dwork, « On the Rationality of the Zeta Function of an Algebraic Variety », American Journal of Mathematics, The Johns Hopkins University Press, vol. 82, no 3,‎ juillet 1960, p. 631-648 (DOI 10.2307/2372974)
- Bernard Dwork, Giovanni Gerotto et Francis J. Sullivan, Introduction to G-functions, Princeton University Press, coll. « Annals of Mathematical Studies », 22 mai 1994, 352 p. (ISBN 9780691036816)

### Exposés sur les travaux de Dwork
- Jean-Pierre Serre, « Rationalité des fonctions ζ des variétés algébriques (d'après Dwork) », dans Séminaire Bourbaki : années 1958/59 - 1959/60 - exposés 169-204, Société mathématique de France, coll. « Séminaire Bourbaki » (no 5),‎ 1960 (lire en ligne) (exposé no 198)
- Nicholas Katz, « Travaux de Dwork », dans Séminaire Bourbaki : vol. 1971/72, exposés 400-417, coll. « Séminaire Bourbaki » (no 14), 1973 (lire en ligne)(exposé no 409)
- Alan Adolphson, Francesco Baldassarri, Pierre Berthelot, Nicholas Katz et Francois Loeser (dir.), Geometric Aspects Of Dwork Theory, Berlin, De Gruyter, coll. « De Gruyter Proceedings in Mathematics », 25 août 2004, 1129 p. (ISBN 978-3110174786 et 978-3110198133, DOI 10.1515/9783110198133)